# 美他特罗
美他特罗是一种拟交感神经药，分子式C11H17NO2，属于苯乙胺衍生物。